# Horní Břečkov

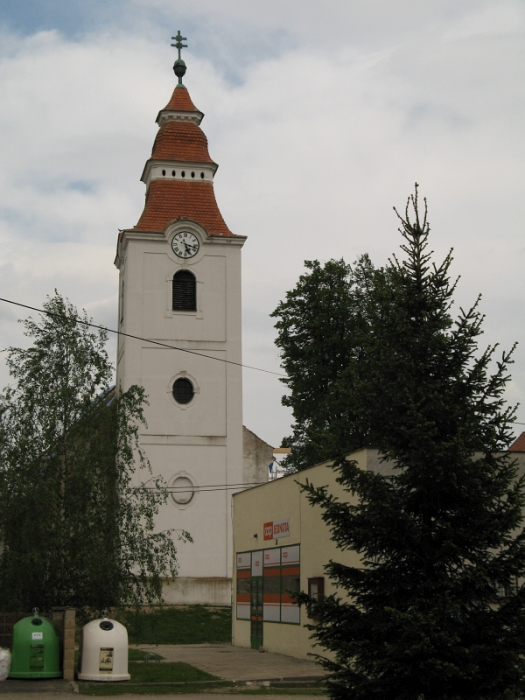
Kirche des hl. Klemens

Horní Břečkov (deutsch Oberfröschau) ist eine Gemeinde mit 266 Einwohnern (1. Januar 2023) in Tschechien. Sie liegt in 405 m ü. M. südlich der Straße von Vranov nad Dyjí nach Znojmo nahe der tschechisch-österreichischen Grenze und gehört dem Okres Znojmo an.

## Geographie
Nachbarorte sind Lesná u Znojma (Liliendorf), Vracovice, Milíčovice (Millerschitz) und Lukov (Luggau).

## Geschichte
Im 11. bis 13. Jahrhundert kam es zu einer großen Siedlungsbewegung von West nach Ost. Mähren wurde von 1031 bis 1305 von der Dynastie der Přemysliden regiert. Um größere Gebiete landwirtschaftlich zu nutzen und damit höhere Erträge zu erzielen, bewarben sie die Kolonisten mit Privilegien wie zehn Jahre Steuerfreiheit (deutsches Siedlerrecht). Bis zum Jahre 1150 wurde das Gebiet um Mikulov (Nikolsburg) und Znojmo (Znaim) von deutschen Einwanderern aus Niederösterreich besiedelt. Die bis 1945 gesprochene ui-Mundart und die Anlage des Dorfes bekunden, dass sie ursprünglich aus den bairischen Gebieten der Bistümer Regensburg und Passau stammten. Sie brachten neue landwirtschaftliche Geräte mit und führten die ertragreiche Dreifelderwirtschaft ein.
Oberfröschau wurde in einer in Prag am 28. September 1323 ausgestellten Urkunde erstmals erwähnt. Die Klemenskirche stammt aus der zweiten Hälfte des 16. Jahrhunderts. Zeitweise gab es ein Ober- und ein Niederfröschau, doch beide Orte verödeten im Dreißigjährigen Krieg. Nach dem Westfälischen Frieden wurde der Ort als „Frischau“ neugegründet und im Jahre 1671 als deutsches Dorf bei der Herrschaft Frain genannt. Die Namensform „Fröschau“ war seit 1710 gebräuchlich. Später im 18. Jahrhundert erhielt der Ort den Zusatz „Ober-“.
1749 wurde unter der Fürstin Marie Anna Pignatelli die Kirche renoviert und mit Ziegeln gedeckt. 1831 wurde die Kirche erweitert. Bei diesen Arbeiten wurde ein Stein mit der Jahreszahl 1198 gefunden, was auf die Existenz einer früheren Kapelle hinweist. Der Pfarrhof wurde 1786 erbaut und die alte Schule 1806. Eine neue Schule wurde 1904 errichtet. 1856 und 1876 wüteten zwei Brände im Ort und verursachten schwere Schäden.
Im Jahr 1900 wurde gemeinsam mit den Orten Luggau, Milleschitz, Edenthurn, Liliendorf und Zaisa eine „Spar- und Darlehenskasse“ gegründet. Die gleichen Gemeinden gründeten 1924 auch gemeinsam eine Molkereigenossenschaft.
Nach dem Ersten Weltkrieg zerfiel der Vielvölkerstaat Österreich-Ungarn. Der Friedensvertrag von Saint Germain sprach den Ort, dessen Bewohner 1910 zu 99,2 % Deutschmährer waren, der neuen Tschechoslowakischen Republik zu. In der Zwischenkriegszeit verstärkten Maßnahmen wie die Bodenreform 1919 und die Sprachenverordnung 1926 die Ansiedlung von Tschechen. Infolge des Münchner Abkommen musste die Tschechoslowakei die deutschsprachigen Randgebiete an das Deutsche Reich abtreten. Zwischen 1938 und 1945 gehörte der Ort Oberfröschau zum Landkreis Znaim. Am 1. April 1939 wurden die Nachbarorte Edenthun, Liliendorf, Milleschitz und Zaisa mit Oberfröschau zu einer Gemeinde vereinigt.
Nach dem Ende des Zweiten Weltkrieges, der 22 Opfer aus dem Ort forderte, kam die Gemeinde am 8. Mai 1945 wieder zur Tschechoslowakei zurück. Alle, bis auf zwei deutsche Bürger des Ortes, flohen vor den einsetzenden Nachkriegsexzessen durch ortsfremde, militante Tschechen oder wurden über die Grenze nach Österreich vertrieben. Die letzten zwei deutschen Bürger wurden am 22. Juni und 11. August 1946 nach Deutschland vertrieben. Das Vermögen der deutschen Bewohner wurde durch das Beneš-Dekret 108 konfisziert und die katholische Ortskirche in der kommunistischen Ära enteignet. Von den vertriebenen Oberfröschauern konnten 20 Familien in Österreich verbleiben, die restlichen wurden nach Deutschland weiter transferiert. Der Ort wurde neu besiedelt. Čížov wurde 1960 eingemeindet.
Seit 1785 führt der Ort eigene Matriken. Ab 1840 werden diese von Schönwald mitgeführt.

## Wappen und Siegel
Ein Siegel ist seit dem 18. Jahrhundert bekannt. Es zeigt ein Herz in das eine Säge schneidet, umgeben von zwei Sternen und überhöht von einer Blume. Ab dem 19. Jahrhundert führte Oberfröschau nur noch einen bildlosen Schriftstempel. Dieser war zwischen 1920 und 1938 zweisprachig.

## Bevölkerungsentwicklung von Oberfröschau
| Volkszählung | Einwohner gesamt | Volkszugehörigkeit der Einwohner | Volkszugehörigkeit der Einwohner | Volkszugehörigkeit der Einwohner |
| Jahr         | Einwohner gesamt | Deutsche                         | Tschechen                        | Andere                           |
| ------------ | ---------------- | -------------------------------- | -------------------------------- | -------------------------------- |
| 1880         | 355              | 339                              | 16                               | –                                |
| 1890         | 387              | 387                              | –                                | -                                |
| 1900         | 327              | 324                              | –                                | –                                |
| 1910         | 369              | 366                              | 2                                | 1                                |
| 1921         | 382              | 321                              | 46                               | 15                               |
| 1930         | 384              | 338                              | 31                               | 15                               |

## Gemeindegliederung
Die Gemeinde Horní Břečkov besteht aus den Ortsteilen und Katastralbezirken Čížov (Zaisa) und Horní Břečkov (Oberfröschau).

## Sehenswürdigkeiten
- Pfarrkirche des hl. Klemens (1499) mit Hochaltar (1760) und Bild von Josef Winterhalter. Nach Wolny gehört die Oberfröschauer Kirche zu den zwölf ältesten Kirchen Mährens. Beim Umbau im Jahre 1831 soll im Presbyterium ein Stein mit der eingemeißelten Jahreszahl 1198 gefunden worden sein.[14]
- Pfarrhaus (1786)
- Kriegerdenkmal (1922)
- Luitgardenwarte an der Thaya bei Čížov mit Blick auf Hardegg
- Kapelle der Schmerzhaften Jungfrau Maria und der Vierzehn Nothelfer in Čížov
- Gedenkstätte des „Eisernen Vorhanges“ mit einem Wachtturm in Čížov

## Sagen aus dem Ort
- Eines Tages spendete eine alte Frau ihr ganzes Geld für den Bau der dortigen Kapelle. Als die Kapelle fertig war, versprach der Pfarrer, jeden Sonntag für sie ein Vaterunser zu beten. Bald darauf starb die alte Frau und man betete für ihr Seelenheil. Doch Jahre später verstarb auch der Pfarrer und der neue Pfarrer wusste nichts davon und so unterblieb das Seelengebet. Eines Nachts gingen zwei Männer an der Kapelle vorbei und hörten, dass die Glocke geläutet wurde. Sie liefen daraufhin zum Messner und gingen zu dritt in die Kapelle. Vor dem Altar erblickten sie eine kleine schwarz angezogene Gestalt die sprach „Meine Guldn und Kreizer habts für die Kapelle braucht, aba was ist denn mid mein Vaterunser?“ Nachdem die Gestalt das gesagt hatte, verschwand sie. Der neue Pfarrer ging daraufhin die Chroniken durch und entdeckte die Stiftung für die alte Frau. Seitdem wurde wieder fleißig für die Verstorbene gebetet.[15]

- Einst beschlossen einige Männer in einem Keller bei der Gemeindeschmiede den Teufel zu beschwören, dass er ihnen viel Geld bringe. Da ihnen das Unternehmen doch nicht ganz geheuer schien, erzählten sie ihren Frauen, dass, wenn sie nicht zurückkommen, diese in den Keller gehen und nachschauen sollen. Als die Männer tatsächlich nicht kamen, gingen die Frauen zu dem besagten Keller. Dort sahen sie voller Grauen ihre Männer ohnmächtig am Boden liegen, während der Leibhaftige auf einem Kessel voller Geld zwischen ihnen saß. Er sprach: „Wenn ihr Frauen einen Geistlichen findet, der rein ist, kann er die Männer durch eine Messe, wenn er aufwandelt, erlösen.“ Die holten daraufhin einen jungen Priester aus dem Kloster, der eilig eine Messe las. Daraufhin verschwand der Böse samt seinen Geld und die Männer wachten auf und wankten nach Hause. Als in dieser Nacht der Gemeindeschmied die vordere Tür zu seiner Werkstatt öffnete, saß ein großer schwarzer Hund mit einer funkensprühenden Feuerzunge auf seinen Amboss. Der Schmied schloss schnell die Tür und eilte zum Hintereingang und versucht dort in die Schmiede zu gelangen. Doch auch dort starrte ihn der Teufelshund drohend an. Jetzt überkam dem Schmied das Entsetzen und er floh nach Hause. Unmittelbar danach wurde er todkrank und verstarb.[16]

Weitere Sagen sind:
- Herkunft des Namens und die Königreiche der Frösche
- Die Zwölferin
- Der versteckte Silberschatz
- Grasl, der Abdeckmeister und der Lehrer von Oberfröschau[17]